# Alexandre Romano
Alexandre Correa de Oliveira Romano (Campinas, 12 de dezembro de 1975), é um advogado e político brasileiro, e foi vereador pelo PT na cidade de Americana, interior de SP.
Alexandre teve seu nome envolvido no esquema de corrupção da Petrobras, investigado pela Operação Lava Jato. Ele foi um dos operadores do desvio de 52 milhões de reais em contratos do Ministério do Planejamento e recebia recursos desviados da pasta desde o ano de 2010. A propina ia para empresas ligadas a ele ou que eram indicadas por ele.

## Valores indevidos
Ao total, 37 milhões de reais foram arrecadados por Alexandre Romano, e 15 milhões de reais foram para Milton Pascowitch, que assinou acordo de delação premiada e está em prisão domiciliar.

## Prisão
Alexandre Romano foi preso pela Polícia Federal na 18º fase da Operação Lava Jato, batizada de Operação Pixuleco II, no aeroporto de Congonhas. Em 18 de agosto de 2015, o juiz Sergio Moro decidiu converter a prisão temporária para preventiva.

## Delação premiada
Em meados de 2016, em depoimentos da delação premiada, Romano afirmou que propina recolhida a partir de contrato da empresa de software Consist e com o Ministério do Planejamento era dividida entre ele, o ex-ministro Paulo Bernardo e o PT, através do ex-tesoureiro João Vaccari Neto. A informação consta em um dos termos da colaboração homologada pelo Supremo Tribunal Federal.